# USS LST-456
O USS LST-456 foi um navio de guerra norte-americano da classe LST que operou durante a Segunda Guerra Mundial.